# Босенко Микола Іванович
Микола Іванович Босенко (нар. 3 вересня 1950, Чернявка) — заслужений діяч мистецтв України, бандурист, викладач-методист по класу бандури, керівник відділу народних інструментів та капели бандуристів Хмельницького музичного коледжу імені В. Заремби.

## Життєпис
Народився 3 вересня 1950 року в селі Чернявка на той час Плисківського району Вінницької області.
Після закінчення школи навчався у Вінницькому технікумі залізничного транспорту. Протягом 1968–1974 років Микола Іванович навчався у Вінницькому музичному училищі ім. М. Д. Леонтовича на відділенні бандури (клас викладача — Заболотної Т. С.), закінчив його з відзнакою.
Після закінчення училища, Микола Босенко пройшов прослуховування та потрапив до Державної заслуженої капели бандуристів. 1974 року вступив до Київської консерваторії ім. П.Чайковського (тепер — Національна музична академія України імені Петра Чайковського), навчався по класу бандури (клас викладача — Баштана С. В.). Навчаючись у Києві, продовжував працював в Державній заслуженій капелі бандуристів, згодом став художнім керівником самодіяльної народної капели бандуристів Будинку культури «Славутич».
Після закінчення консерваторії 1979 року почав працювати викладачем у Хмельницькому музичному училищі (тепер — Хмельницький музичний коледж імені Владислава Заремби). З 1989 року обіймає посаду завідувача циклової комісії «Народні інструменти».
1991 року Микола Босенко став очільником народної аматорської капели бандуристів, створеної при міському Будинку культури 1958 року зі студентів, викладачів колишнього музичного училища та місцевих музикантів.
М. І. Босенко — відмінник освіти України. 1997 року за велику концертну і педагогічну діяльність був відзначений обласною премією імені Т. Г. Шевченка.
Він заснував у Хмельницькому всеукраїнський фестиваль-конкурс бандурного мистецтва «Золоті струни», який із 2012 року проводиться раз на два роки.
У листопаді 2015 року М. І. Босенку присвоєне звання заслужений діяч мистецтв України.
Відомі вихованці М. І. Босенка: Олександр Миколюк — співак хору ім. Г. Верьовки; Олег Слободян — соліст Національоної капели бандуристів; Марина Круть — співачка та бандуристка, фіналістка національного відбору на Євробачення 2020 року; квартет бандуристів «Мрія» переміг на національному конкурсі бандуристів ім. М. Лисенка.